# Les Chroniques du magicien noir
Les Chroniques du magicien noir (titre original : The Traitor Spy) est une trilogie écrite par Trudi Canavan. Elle fait suite à La Trilogie du magicien noir.

## Les Chroniques du magicien noir
1. La Mission de l'ambassadeur, Bragelonne, 2011 (The Ambassador's Mission, 2010)
2. La Renégate, Bragelonne, 2011 (The Rogue, 2011)
3. La Reine traîtresse, Bragelonne, 2012 (The Traitor Queen, 2012)

## Résumé
L'histoire prend place 20 ans après les événements de La Trilogie du magicien noir, Sonea a eu un fils avec Akkarin, prénommé Lorkin.
Les livres suivent les aventures des anciens personnages Dannyl, Sonea, Cery, Rothen; ainsi que de nouveaux personnages : Lorkin, Kallen, Lilia...

## Personnages
- Sonea : Elle est l'un des magiciens noir de la Guilde, et la mère de Lorkin. Elle fut la première fille des taudis à être accepté dans la Guilde grâce aux extraordinaires pouvoirs qu'elle a développé naturellement.
- Lorkin : Il est le fils de 2 magiciens noirs : Sonea et Akkarin, son père mourut lors de l'invasion de la Kyralie, avant sa naissance. Il a terminé ses études et décide de devenir l'assistant de l'ambassadeur Dannyl, il part donc vivre au Sachaka contre l'avis de sa mère. Par la suite il subira une tentative d'assassinat des traîtresses et sera contraint de fuir pour leur échapper.
- Dannyl : L'ambassadeur Dannyl décide de se porter volontaire pour devenir ambassadeur afin de pouvoir poursuivre ses recherches sur l'histoire.
- Cery : Cery est devenu un voleur réputé, il traque un criminel qui assassine les voleurs depuis quelque temps et qui a tué sa famille. Il demande l'aide de Sonea lorsqu'il apprend que ce voleur utilise la magie.

## Préquelle:La Trilogie du magicien noir
1. La Guilde des magiciens, Bragelonne, 2007 (The Magicians' Guild, 2001)
2. La Novice, Bragelonne, 2007 (The Novice, 2002)
3. Le Haut-Seigneur, Bragelonne, 2008 (The High Lord, 2003)